# TSV Fortitudo Gossau
Der TSV Fortitudo Gossau ist ein polysportiver Schweizer Sportverein aus der Gemeinde Gossau im Kanton St. Gallen. Der Verein bietet allgemein die Sportarten Handball, Faustball, Unihockey und Turnen an.
Speziell für Senioren stehen Einturnen, Unihockey, Volley-, Netz- und Fussball, für Frauen Leichtathletik, Gymnastik, Geräte- und Konditionstraining sowie diverse Spiele wie Brennball im Programm.

## Handball
Aushängeschild von Fortitudo ist die 340 Mitglieder starke Handballabteilung, deren erste Männermannschaft von 2008 bis 2019 in der höchsten Schweizer Spielklasse, der (NLA), spielte. Nach dem Abstieg 2019 in die Nationalliga B folgte 2023 sogar der Fall in die 1. Liga. Insgesamt nahmen in der Saison 2013/14 18 Mannschaften an regionalen und interregionalen Wettbewerben teil.

### Mannschaften
- Herren 1 – 1. Liga
- Herren 2 – 2. Liga
- Herren 3 – 3. Liga
- Herren 4 – 4. Liga
- Trainingsgruppe Herren
- Damen 1 – 2. Liga
- Damen 2 – 4. Liga
- MU19 – Futuro
- MU17 – Elite
- MU15 – Elite
- MU15 – Futuro
- MU13
- U11
- U9
- U7

### Erfolge
| Saison  | Liga    | Platz |
| ------- | ------- | ----- |
| 2000/01 | 1. Liga | 01.   |
| 2001/02 | 1. Liga | 04.   |
| 2002/03 | 1. Liga | 01.   |
| 2003/04 | NLB     | 03.   |
| 2004/05 | NLB     | 01.   |
| 2005/06 | NLB     | 05.   |
| 2006/07 | NLB     | 10.   |
| 2007/08 | NLB     | 01.   |
| 2008/09 | NLA     | 10.   |
| 2009/10 | NLA     | 10.   |
| 2010/11 | NLA     | 08.   |
| 2011/12 | NLA     | 10.   |
| 2012/13 | NLA     | 07.   |
| 2013/14 | NLA     | 08.   |
| 2014/15 | NLA     | 08.   |
| 2015/16 | NLA     | 08.   |
| 2016/17 | NLA     | 10.   |
| 2017/18 | NLA     | 10.   |
| 2018/19 | NLA     | 09.   |
| 2019/20 | NLB     | 04.   |
| 2020/21 | NLB     | 06.   |
| 2021/22 | NLB     | 04.   |
| 2022/23 | NLB     | 10.   |
| 2023/24 | NLB     | 14.   |
| 2024/25 | 1. Liga |       |

## Breitensport
Der TSV Fortitudo Gossau setzt sich neben dem Handball aus sieben Abteilungen zusammen.
Die Sektion Unihockey von Fortitudo Gossau umfasst derzeit sechs Mannschaften, die in den unteren Amateurligen spielen. In der Saison 2015/16 stellte Gossau bei den Herren in der 3. Liga GF und 5. Liga KF Mannschaften sowie bei den Frauen in der 2. und 3. Liga KF. Zusätzlich gab es noch Nachwuchsmannschaften der D- und E-Junioren sowie C-Juniorinnen.
Des Weiteren gibt es eine Turner-Sektion mit angeschlossener Jugendriege, eine Faustballriege sowie je eine Männer-, Frauen- und Seniorenriege.